# Kazuyoshi Hoshino
Pour les articles homonymes, voir Hoshino.
 (mai 2019).
Si vous disposez d'ouvrages ou d'articles de référence ou si vous connaissez des sites web de qualité traitant du thème abordé ici, merci de compléter l'article en donnant les références utiles à sa vérifiabilité et en les liant à la section « Notes et références ».
Kazuyoshi Hoshino (星野 一義, Hoshino Kazuyoshi) est un ancien pilote automobile japonais, né le 1er juillet 1947 à Shizuoka. Relativement méconnu hors du Japon faute d'une grande carrière internationale, il est considéré comme l'un des plus grands pilotes japonais de l'histoire grâce à ses six titres de champion du Japon en F2000, F2, F3000  et sa victoire aux 24 Heures de Daytona en 1992. 

## Biographie

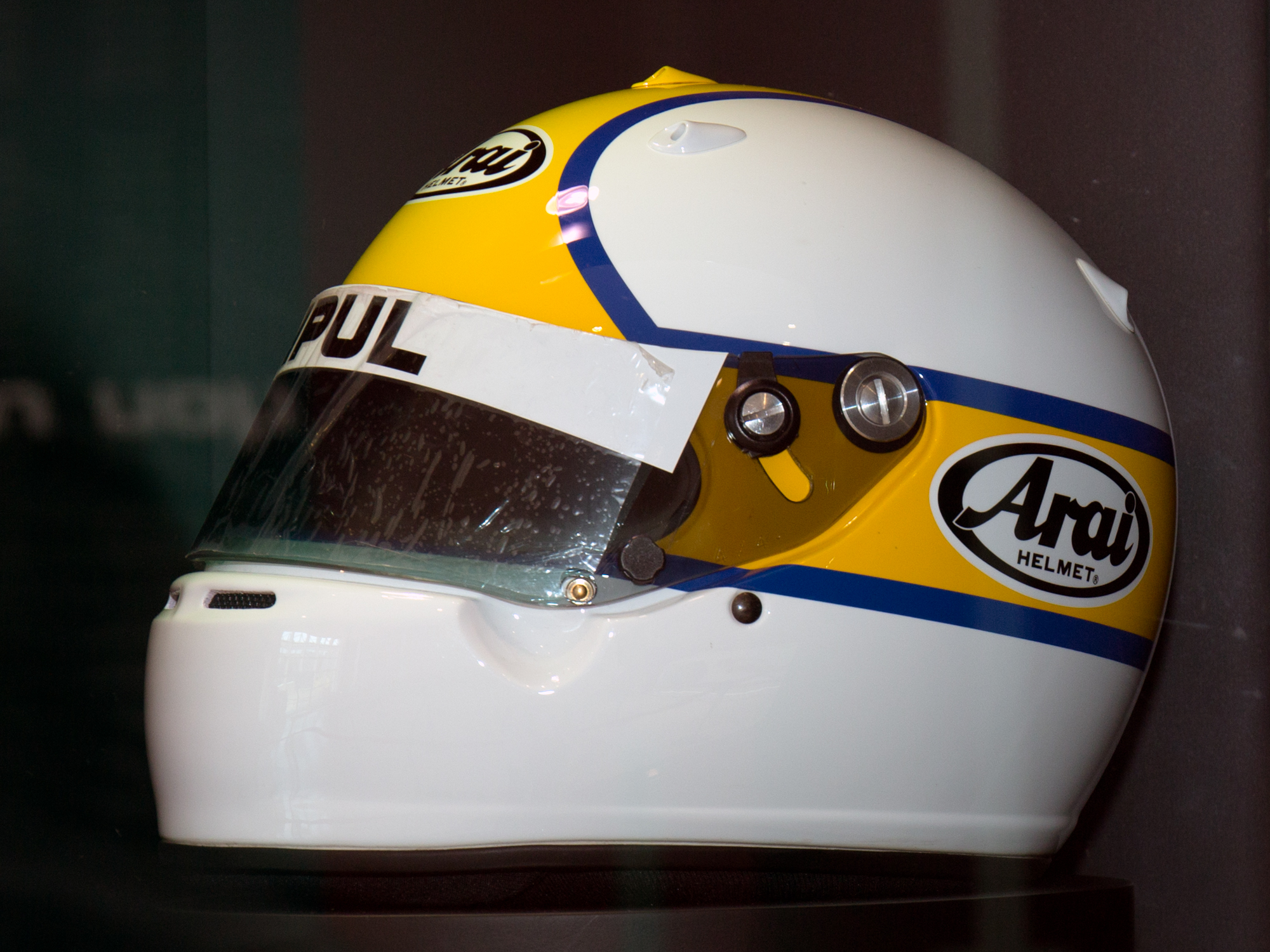
Le casque de Kazuyoshi Hoshino

Issu des courses motocyclistes, Hoshino passe au sport automobile en 1968 et devient pilote officiel Nissan dès l'année suivante. Dans les années 1970, il s'affirme progressivement comme la grande star du championnat du Japon de Formule 2000/Formule 2 (aujourd'hui appelé Formula Nippon), qu'il remporte en 1975, 1977 et 1978. À cette même période, il profite de la création du GP du Japon pour faire ses débuts en Formule 1. Il participe à l'épreuve en 1976 et 1977 au volant d'une Tyrrell privée puis d'une Kojima privée, à chaque fois pour le compte de l'écurie Heros Racing. En 1976, il réalise un début de course honorable en pointant à la troisième place pendant quatre tours. Quelques tours plus tard, ses pneus se dégradent mais Hoshino ne souhaite pas s'arrêter au stand pour ne pas perdre sa position. Au 17e tour, il commet une erreur de pilotage et chute à la seizième place avant d'abandonner au 28e tour.
La suprématie de Hoshino est contestée au milieu des années 1980 par Satoru Nakajima, mais il retrouve la gloire en remportant le championnat local de Formule 3000 en 1987, 1990 et 1993, à plus de 40 ans. Pilotant en parallèle dans les épreuves d'Endurance, il remporte également en 1992 les 24 heures de Daytona.
Depuis la fin à sa carrière de pilote fin 2002, Hoshino se concentre sur la direction de son écurie, Impul, présente avec succès dans les championnats Super GT, JTCC et Formula Nippon.

## Résultats en championnat du monde de Formule 1
| Saison | Écurie                   | Châssis      | Moteur      | Pneumatiques | GP disputés | Points inscrits | Classement |
| ------ | ------------------------ | ------------ | ----------- | ------------ | ----------- | --------------- | ---------- |
| 1976   | Heros Racing             | Tyrrell 007  | Cosworth V8 | Bridgestone  | Japon       | 0               | n.c.       |
| 1977   | Heros Racing Corporation | Kojima KE009 | Cosworth V8 | Bridgestone  | Japon       | 0               | n.c.       |

## Divers
- Kazuki Hoshino, le fils de Kazuyoshi, est lui aussi pilote professionnel. En 2006, il pilote dans l'écurie de son père en Super GT et en Formula Nippon.

## Palmarès
- Vainqueur du championnat du Japon de F2000/F2/F3000 en 1975, 1977, 1978, 1987, 1990 et 1993
- Vainqueur du championnat du Japon de Sport-Prototypes en 1991, et 1992 (alors classe C2).
- Vainqueur du championnat du Japon de Tourisme en 1990
- Vainqueur des 24 heures de Daytona en 1992